# Episodi di Hamburg Distretto 21 (sesta stagione)
La sesta stagione della serie televisiva Hamburg Distretto 21 è stata trasmessa in prima tv in Germania ogni giovedì alle ore 19,25 sulla rete televisiva ZDF dal 29 settembre 2011 al 12 aprile 2012. In Italia è stata trasmessa dal 16 ottobre 2012 al 3 dicembre 2012 su Rete 4 dal lunedì al giovedì alle 15.30.
Protagonisti della stagione sono le coppie di ispettori formate da Mattes Seeler (Matthias Schloo) e Melanie Hansen (Sanna Englund), Tarik Coban (Serhat Cokgezen) e Claudia Fischer (Janette Rauch), Hans Moor (Bruno F. Apitz) e Franziska Jung (Rhea Harder), che si alternano ciclicamente nel corso dei 28 episodi.
| nº | Titolo originale              | Titolo italiano                  | Prima TV Germania | Prima TV Italia  |
| -- | ----------------------------- | -------------------------------- | ----------------- | ---------------- |
| 1  | Hilfe für die Reiterstaffel   | Tutto per un cavallo             | 29 settembre 2011 | 16 ottobre 2012  |
| 2  | Stolperfalle                  | Trappola mortale                 | 6 ottobre 2011    | 17 ottobre 2012  |
| 3  | Im Bunker                     | Nel Bunker                       | 13 ottobre 2011   | 18 ottobre 2012  |
| 4  | Schlangenbiss                 | Morso di serpente                | 20 ottobre 2011   | 22 ottobre 2012  |
| 5  | Yesterday                     | Musicista di strada              | 27 ottobre 2011   | 23 ottobre 2012  |
| 6  | Goldfisch                     | Diciotto anni                    | 3 novembre 2011   | 24 ottobre 2012  |
| 7  | Der letzte Vorhang            | Il tiranno del palcoscenico      | 10 novembre 2011  | 25 ottobre 2012  |
| 8  | Die ganze Wahrheit            | Sfratto a rischio                | 17 novembre 2011  | 29 ottobre 2012  |
| 9  | Schatzsuche                   | Caccia al tesoro                 | 24 novembre 2011  | 30 ottobre 2012  |
| 10 | Ein neues Leben               | Una nuova vita                   | 1º dicembre 2011  | 31 ottobre 2012  |
| 11 | Blackout                      | Blackout                         | 8 dicembre 2011   | 1º novembre 2012 |
| 12 | Dummer August                 | August il tonto                  | 15 dicembre 2011  | 5 novembre 2012  |
| 13 | Gewinner und Verlierer        | La moto rubata                   | 22 dicembre 2011  | 6 novembre 2012  |
| 14 | Schutzengel                   | L'angelo custode                 | 29 dicembre 2011  | 7 novembre 2012  |
| 15 | Mäggy und der göttliche Plan  | Social Network                   | 5 gennaio 2012    | 8 novembre 2012  |
| 16 | Das 1 x 1 des guten Tons      | L'importanza delle buone maniere | 12 gennaio 2012   | 12 novembre 2012 |
| 17 | Die Zeugin                    | La testimone                     | 19 gennaio 2012   | 13 novembre 2012 |
| 18 | Zuckerbrot und Peitsche       | Il bastone e la carota           | 26 gennaio 2012   | 14 novembre 2012 |
| 19 | Ein letzter Kuss              | Un ultimo bacio                  | 2 febbraio 2012   | 15 novembre 2012 |
| 20 | Trau, schau, wem              | Non fidarsi è meglio             | 9 febbraio 2012   | 19 novembre 2012 |
| 21 | Die Tangotänzerin             | La ballerina di tango            | 16 febbraio 2012  | 20 novembre 2012 |
| 22 | Figaros Rache                 | La vendetta di Figaro            | 23 febbraio 2012  | 21 novembre 2012 |
| 23 | Unzertrennlich                | L'ultimatum                      | 1º marzo 2012     | 22 novembre 2012 |
| 24 | Das Testament                 | Il testamento                    | 8 marzo 2012      | 26 novembre 2012 |
| 25 | Getrennte Wege                | Pericoli virtuali                | 15 marzo 2012     | 27 novembre 2012 |
| 26 | Alte Schule                   | Vecchia scuola                   | 22 marzo 2012     | 28 novembre 2012 |
| 27 | Der Katzenkiller von Wandsbek | Il killer dei gatti              | 29 marzo 2012     | 29 novembre 2012 |
| 28 | Am Ende alles auf Anfang      | Il matrimonio                    | 12 aprile 2012    | 3 dicembre 2012  |

## Tutto per un cavallo
- Titolo originale: Hilfe für die Reiterstaffel
- Diretto da:
- Scritto da:

### Trama
Nelle scuderie dei colleghi della pattuglia a cavallo avviene il furto di otto selle, del valore complessivo di sedicimila euro. Sul posto resta ferito il comandante della pattuglia, Olsen, che viene soccorso dallo stalliere Kolja Schneider. L'indagine della polizia si concentra sui frequentatori della scuderia: il figlio di Schneider, Malte, e una ragazza, Ariane, affezionata in particolare a Freddy, uno stallone affetto da un principio di artrosi. Si scopre che il padre di Ariane, Carsten Pollmann, avrebbe voluto vendere Freddy alla squadra di polizia, per poter pagare, con il ricavato, i suoi dipendenti, trovandosi in gravi difficoltà finanziarie. Carsten Pollmann, messo alle strette, non può fare a meno di confessare il suo tracollo finanziario; tuttavia non è lui il responsabile del furto.
- Altri interpreti: Hendrik Duryn (Christian Olsen), Benjamin Seidel (Malte Schneider), Edda Leesch (Olga Mundt), Julia Krombach (Ariane Pollmann)

## Trappola mortale
- Titolo originale: Stolperfalle
- Diretto da:
- Scritto da:

### Trama
Il titolare di una ditta di costruzioni edili rimane vittima di un incidente sul lavoro. È chiaro fin dal principio che non si tratta di un semplice incidente, ma di tentato omicidio. Inizialmente i sospetti cadono sul socio in affari e sul capo cantiere, ma le indagini condurranno al vero colpevole: il figlio della vittima.
- Altri interpreti: Meo Wulf (Oliver Jensen), Thomas Balou Martin (Peter Dierksen), Niki von Tempelhoff (Michael Jensen), Martin Ontrop (Christian Scholz)

## Nel Bunker
- Titolo originale: Im Bunker
- Diretto da:
- Scritto da:

### Trama
Un uomo, da poco trasferitosi ad Amburgo con la famiglia, si presenta al Distretto 21 per denunciare la scomparsa di entrambi i suoi figli, una ragazza di 14 anni e il fratellino di 12. Nonostante siano trascorse poche ore, viene dato l'allarme e partono le ricerche. Nel frattempo, viene fatta richiesta di una pattuglia per un incidente avvenuto su una pista ciclabile, e una volta sul posto Melanie e Hans scoprono che il ragazzino coinvolto è proprio uno dei due scomparsi, e racconta di aver assistito al rapimento della sorella da parte di tre ragazze molto giovani, armate di coltello, che gli hanno intimato di portare loro 5000 euro in cambio della liberazione della ragazza.
- Altri interpreti: Ulrich Bähnk (Diefenthal), Rosa Thormeyer (Jaqueline Schneider), Isabel Bongard (Cindy Müller), Malin Steffen (Mandy Grube)

## Morso di serpente
- Titolo originale: Schlangenbiss
- Diretto da:
- Scritto da:

### Trama
Un furto nel Museo Marittimo Internazionale ad Amburgo: non appena è arrivato via mare dal Brasile un carico d'oggetti d'esposizione, avviene un'aggressione all'interno del museo. Insieme al carico è arrivato un serpente velenoso, nascosto tra gli oggetti d'arte di quel carico, che, nel corso dell'intervento della polizia, mette a repentaglio la vita di Mattes oltre che dell'aggressore, un olandese noto contrabbandiere. Degli oggetti d'arte, tuttavia, non ne manca nessuno: dietro il presunto furto, si nasconde un altro movente.
- Altri interpreti: Uwe Friedrichsen (Dieter Krieger), Kyra Mladeck (Käthe Krieger), Michael A. Grimm (Bernd Koberstein), David Gravenhorst

## Musicista di strada
- Titolo originale: Yesterday
- Diretto da:
- Scritto da:

### Trama
Jan Zoeller, giovane musicista di strada, si esibisce in Beatles-Platz cantando canzoni dei Beatles, accompagnandosi con una Rickenbacker 325, strumento che suonava anche John Lennon. Mentre la chitarra è a terra, un uomo si avvicina e tenta di rubarla. Ma Jan lo rincorre e riesce a riprendersela. In quel frangente scivola e si fa male ad una gamba. Haase, arrivato sul posto con l'ambulanza, decide di ricoverare il ragazzo. Intanto Hans e Franzi, accorsi anche loro in Beatles Platz, prendono gli oggetti di Jan, chitarra compresa, per portarli in commissariato. Mentre interrogano i passanti circa l'accaduto, lo stesso individuo che aveva cercato di rubare la chitarra, cerca di rubarla di nuovo dalla macchina della polizia. Rincorso da Hans e Franzi, riesce a fuggire. Comincia a sorgere il dubbio che si tratti di uno strumento particolare.
- Altri interpreti: Florian Prokop (Jan Zöller), Peter Franke (Johnny Winter), Elisabeth Wiedemann (Mona Trinklein), Oliver Urbanski (Florian)

## Diciotto anni
- Titolo originale: Goldfisch
- Diretto da:
- Scritto da:

### Trama
Membri Engelhart è una giovane promessa olimpionica del nuoto. Grazie al suo sponsor è in procinto di fare una donazione all'ospedale di Amburgo, a sostegno del reparto di riabilitazione sportiva. Ma la mattina prima della conferenza stampa avviene un incidente, il passeggero cade a terra ferito e viene ricoverato all'ospedale, mentre il conducente fugge a tutta velocità per sfuggire alla polizia. Gli agenti iniziano le indagini per scoprire l'identità del misterioso guidatore reo di omissione di soccorso. All'ospedale, Jens Arland, ferito, finge un'amnesia per non dover confessare il nome della persona che guidava la sua Vespa, così viene interrogato il suo collega, Micha, che rivela che i due, baristi in un locale alla moda, hanno trascorso la notte in compagnia della giovane nuotatrice. I poliziotti, dopo aver incontrato la ragazza all'appartamento di Jens e all'ospedale, riescono a collegarla all'incidente, nonostante in un primo momento questa abbia dato un nome falso.
- Altri interpreti: René Steinke (Volker Engelhardt), Julia Joy Brand (Meibrit Engelhardt), Bert Tischendorf (Jens Arland), René Dumont (Frosch)

## Il tiranno del palcoscenico
- Titolo originale: Der letzte Vorhang
- Diretto da:
- Scritto da:

### Trama
Delle minacce di morte vengono rivolte al regista teatrale Jens Harting, a tre giorni dal debutto di "Romeo e Giulietta@"; quando ad un tratto si apre la botola sotto i piedi del regista, che rimane gravemente ferito. A quel punto iniziano le indagini della squadra del Commissariato 21. La ricostruzione del presunto incidente porta alla constatazione che il fermo della botola era stato sbloccato da una persona, che si trovava molto vicina al regista. Poteva essere stato chiunque dei presenti: i tecnici, gli attori e l'assistente alla regia. L'arrendevolezza degli attori e dei tecnici del teatro stabile, sottomessi al loro aguzzino Harting, avevano però indotto Hedwig Maus, la suggeritrice, a scrivere quelle minacce, con l'intento, di proteggere anche la giovane attrice Anna. È stata, tuttavia, proprio Anna, ad aprire la botola, causando il ferimento del regista. La compagnia teatrale si scioglie così, sotto il peso della propria impotenza.
- Altri interpreti: Hannes Hellmann (Jens Harting), 	Barbara Focke (Hedwig Maus), Gabriel Munoz Munoz (Miguel), Luise Berndt (Anna Liska)

## Sfratto a rischio
- Titolo originale: Die ganze Wahrheit
- Diretto da:
- Scritto da:

### Trama
Tarik e Claudia intervengono per aiutare un ufficiale giudiziario ad eseguire uno sfratto. Il proprietario, il Signor Tonnsen, viene cacciato perché, in seguito a dei pessimi investimenti, ha perso tutti i suoi beni. In casa sua però viene trovata della droga. Inizialmente si pensa che il signor Tonnsen spacci, ma ben presto si scopre che è stata messa lì dal compagno della domestica, Stoker, insieme a un'ingente somma di denaro, che, però, è sparita. Melanie, in seguito a delle analisi, scopre di avere un tumore al seno.
- Altri interpreti: Günter Junghans (Tönnsen), Sanne Schnapp (Sophie Heuk), Anna Grisebach (Meret Jansen), Jan Erik Madsen (Marten Stocker)

## Caccia al tesoro
- Titolo originale: Schatzsuche
- Diretto da:
- Scritto da:

### Trama
Michael Otterberg, fiscalista, e la sua amica Katja Sörensen, vengono aggrediti e rapinati durante il Geocaching, una sorta di caccia al tesoro con i navigatori satellitari. Ferito alla testa da uno degli aggressori, Otterberg, malgrado le sue proteste, viene ricoverato all'EKH con una commozione cerebrale. Le squadre del PK 21, che si occupano del caso, scoprono che già in altri Geo-Caching erano stati aggrediti e rapinati alcuni partecipanti. Melanie, in attesa di sapere se il tumore è di carattere benigno o maligno, si comporta in modo strano con i suoi colleghi, ignari di quanto le sta accadendo.
- Altri interpreti: Brigitte Zeh (Katja Sörensen), Philipp Moog (Michael Otterberg), Christian Blümel (Chris), Hubertus Hartmann (Dr. Germann)

## Una nuova vita
- Titolo originale: Ein neues Leben
- Diretto da:
- Scritto da:

### Trama
Mentre la squadra indaga per scoprire l'identità di una ragazza investita da un ubriaco, Melanie, ricoverata all'EKH per essere operata per un tumore, trova una neonata abbandonata in uno sgabuzzino. Bisogna individuare la madre, che potrebbe essere in pericolo di vita: l'indagine porta ad una misteriosa ragazza vestita da clown che gira in ospedale. Potrebbe essere lei la madre della piccola o avere la chiave per risolvere il mistero.
- Altri interpreti: Niklas Osterloh (Finn), Antonia Holfelder (Dorit Lemke), Gudrun Gundelach (Signora Teufel), Leonie Landa (Marie von Huchthausen)

## Blackout
- Titolo originale: Blackout
- Diretto da:
- Scritto da:

### Trama
Ilona Herwig denuncia la scomparsa di una sua amica, Paulina Kowalczyk. La ragazza è sparita soltanto la sera prima, ma un suo messaggio al cellulare di Ilona fa scattare subito le indagini. Nel messaggio Paulina dice di trovarsi a casa di un uomo appena conosciuto e di sentirsi in pericolo. Dalle prime indagini viene fuori che lei ha passato la serata con Hans Moor. Lui, però, non ricorda nulla.
- Altri interpreti: Dietrich Adam (Peter Gerold), Dorka Gryllus (Ilona Herwig), Oana Solomon (Paulina Kowalczyk), Christoph Michel (Rainer Voss)

## August il tonto
- Titolo originale: Dummer August
- Diretto da:
- Scritto da:

### Trama
Mattes e Melanie indagano su un incidente: August, un uomo grande e grosso ma bonario e sempliciotto, ha rubato un furgone nella ditta dove lavora, scontrandosi poi con il suo capo durante la fuga. Tuttavia la storia non si ferma qui in quanto nel furgone viene trovata anche della droga. Le indagini fanno risalire la droga al fratello di August, Manfred, ma dimostrare che la droga è sua non sarà semplice. Bisogna inoltre inquadrare la presenza di un noto trafficante appena uscito dal carcere.
- Altri interpreti: Lenn Kudrjawizki (Manfred Gradka), Dario Krosely (August Gradka), Eva Mannschott (Anita Berens), Ulas Kilic (Zak Maatouk)

## La moto rubata
- Titolo originale: Gewinner und Verlierer
- Diretto da:
- Scritto da:

### Trama
Durante una festa di beneficenza vengono rubati i soldi appena raccolti e i collaboratori dell'organizzatrice, Kiki von Oppen, dicono di aver visto un uomo fuggire. Tuttavia indagando più a fondo gli agenti del distretto scoprono alcune irregolarità nei conti della signora riguardanti i soldi donati ad alcune associazioni. I sospetti cadono quindi sul proprietario di una di queste, Kreuzer, ma la verità è un'altra. Intanto Franzi deve accettare il fatto che Philipp le abbia chiesto una pausa di riflessione.
- Altri interpreti: Patrick von Blume (Jochen Kreuzer), Marita Marschall (Kiki von Oppen), Michael Härle (Henner Höhne), Sebastian Husak (Tomek)

## L'angelo custode
- Titolo originale: Schutzengel
- Diretto da:
- Scritto da:

### Trama
L'anziana Elsa Krause, che vive da sola contro il parere della figlia, viene derubata. Claudia conosce molto bene la signora in quanto questa da giovane ha lavorato nel locale dei suoi genitori e subito si impegna alla ricerca del ladro. Tuttavia dalle prime indagini la colpevole sembra proprio la ragazza che Claudia ha consigliato ad Elsa perché l'assistesse, Janine, ad aver commesso il furto.
- Altri interpreti: Renate Delfs (Elsa Krause), Edgar Bessen (Signor Rose), Lena Markwald (Janine), Ralph Kretschmar (Daniel Besicz)

## Social Network
- Titolo originale: Mäggy und der göttliche Plan
- Diretto da:
- Scritto da:

### Trama
Mäggy, un'allevatrice bavarese di mucche timorata di Dio, arriva precipitosamente ad Amburgo nel tentativo di salvare Johnny, conosciuto su Facebook. Johnny ha il cancro e Mäggy suppone che abbia perso la voglia di vivere e che sia quindi intenzionato a suicidarsi. Mäggy arriva così all'Elbkrankenhaus, dove dà il via ad una vera caccia all'uomo, che coinvolge l'intera squadra del Distretto 21 e i medici dell'ospedale. Tra i possibili pazienti dell'ospedale, identificabili con il misterioso Johnny, c'è uno dei pazienti di Haase, il signor Heinz Heuer, dimesso di recente dopo un intervento allo stomaco.
- Altri interpreti: Johanna Bittenbinder (Mäggy), Jan Peter Heyne (Heinz Heuer), Anika Lehmann, Christoph Mannhardt

## L'importanza delle buone maniere
- Titolo originale: Das 1 x 1 des guten Tons
- Diretto da:
- Scritto da:

### Trama
Tarik e Claudia intervengono sul luogo dell'incidente in cui è rimasto coinvolto il banchiere Jonas Wittkamp, investito da un pirata della strada quasi sotto gli occhi della fidanzata. Le indicazioni della giovane permettono di risalire alla proprietaria dell'auto, Sonja Tarrach, una conoscente di Jonas Wittkamp, che, però, denuncia il furto del veicolo. Sonja frequenta insieme a Jonas un corso di galateo tenuto dalla contessa von Schmetting. Questa strana coincidenza insospettisce Claudia e su sua proposta Berger invia un infiltrato nel seminario per scoprire se si è trattato davvero di un incidente oppure se qualcuno ha cercato di eliminare il banchiere.
- Altri interpreti: Karen Böhne (Marisa von Schmetting), Tessa Mittelstaedt (Sonja Tarrach), Aleksandar Jovanović (Martin Brandauer), Haley Louise Jones (Antonia Brunner)

## La testimone
- Titolo originale: Die Zeugin
- Diretto da:
- Scritto da:

### Trama
Ines, che era stata testimone di un omicidio commesso da Prokop, è tornata ad Amburgo perché Evi, la signora che l'ha cresciuta, è malata o, almeno, così lei crede. In realtà Evi è stata avvelenata da Prokop, appositamente per tar tornare allo scoperto Ines. Prokop ha una talpa nell'anticrimine e Hans, con l'aiuto dei colleghi, scopre la talpa e fa inserire Ines nel programma di protezione testimoni.
- Altri interpreti: Franziska Schlattner (Ines Hauber), Christoph Michel (Rainer Voss), Fabian Gerhardt (Thorsten Schneider), Christian Koerner (Büttner)

## Il bastone e la carota
- Titolo originale: Zuckerbrot und Peitsche
- Diretto da:
- Scritto da:

### Trama
Ina Barmann viene convinta dal marito che la maltratta e da sua madre a non testimoniare contro il marito per le percosse subite. La dottoressa Jasmin decisa, nonostante le pressioni che riceve dalla madre di Ina, a testimoniare in tribunale contro il marito della sua paziente scompare senza lasciare tracce.
- Altri interpreti: Christina Hecke (Ina Bärmann), Kai Ivo Baulitz (Maik Bärmann), Klara Höfels (Hilde Jessen), Michaela Hanser (Gudrun Paeslack)

## Un ultimo bacio
- Titolo originale: Ein letzter Kuss
- Diretto da:
- Scritto da:

### Trama
Holger Oettinger festeggia l'addio al celibato con i suoi amici e, uscito dal locale ubriaco, viene investito da una Emme Gi bianca rubata nel suo autosalone. Una ragazza, con una telefonata anonima alla polizia, chiede di inviare un'ambulanza per soccorrere un uomo ferito, ma quando i paramedici arrivano sul posto, trovano soltanto Holger. Scattano le indagini e Mattes e Melanie scoprono che nell'autosalone è stato rubato anche il registratore della telecamera di sorveglianza L'unica ipotesi possibile è che il ladro lo abbia preso per non essere riconosciuto. Visto che non ci sono segni di effrazione, si pensa che l'autore del furto avesse una copia delle chiavi. Infatti, viene fuori che uno degli apprendisti, ne aveva fatta fare una copia un anno prima.
- Altri interpreti: Birte Hanusrichter (Sybille Schulte), Jochen Schropp (Andi Becker), André Röhner (Holger Öttinger), Moritz Berg (Braun)

## Non fidarsi è meglio
- Titolo originale: Trau, schau, wem
- Diretto da:
- Scritto da:

### Trama
Tarik e Claudia indagano sul furto della cassaforte nella casa di un'anziana attrice. I sospetti ricadono sulle tre persone più vicine alla vittima: la governante che la venera per il suo passato, il nipote che la donna mantiene e un misterioso amante.
- Altri interpreti: Ingrid Resch (Elisabeth Hohenfeld), Tommi Piper (Robert Fröhlich), Friederike Frerichs (Elfi Schmidt), Felix Kuhn (Adrian Hohenfeld)

## La ballerina di tango
- Titolo originale: Die Tangotänzerin
- Diretto da:
- Scritto da:

### Trama
Gli agenti del distretto indagano sull'aggressione ad una transessuale, avvenuta davanti al club che frequentava in passato. Sembra che la moglie abbia accettato la scelta dell'ex marito, mentre lo stesso non si può dire del figlio. Grazie a Frauke, poi, si scopre che frequentava un corso di tango.
- Altri interpreti: Dirk Martens (Ralf / Ramona Hellwig), Birgit Mannel-Fischer (Dagmar Hellwig), Oliver Broumis (Andreas Wiegand), Lee Rychter (Carsten Waits)

## La vendetta di Figaro
- Titolo originale: Figaros Rache
- Diretto da:
- Scritto da:

### Trama
Tarik e Claudia si occupano di un incendio doloso appiccato nel retro di un parrucchiere a causa del quale un'apprendista è rimasta ferita. Le prime indagini rivelano un'aspra rivalità fra il proprietario del salone danneggiato, Krantz, e un altro parrucchiere. Ma non è questa l'unica pista de seguire: Krantz è pieno di debiti ed è estremamente severo con i suoi dipendenti.
- Altri interpreti: László I. Kish (Gregor Krantz), Bernd Jeschek (Leo Faber), Saskia Schindler (Annemarie Kleinert), Dennis Grabosch

## L'ultimatum
- Titolo originale: Unzertrennlich
- Diretto da:
- Scritto da:

### Trama
Melanie e Mattes insieme a Tarik e Claudia si occupano di un incidente nel quale un ragazzo, Marvin Färber, è rimasto ferito. Prima di essere portato in ospedale rivela, però, che la sorella sarebbe in pericolo. Sul cellulare del ragazzo vengono trovati alcuni video con i quali veniva ricattato per salvare la sorella, che sembra essere stata rapita. Tuttavia dopo le prime indagini gli agenti del distretto escludono questa possibilità.
- Altri interpreti: Steffen Münster (Klaus Färber), Benjamin Trinks (Marvin Färber), Leo Natalis (Tim Färber), Melanie Gatos (Mona Färber)

## Il testamento
- Titolo originale: Das Testament
- Diretto da:
- Scritto da:

### Trama
Alla morte di un anziano si scatena una guerra sull'eredità fra le due figlie. Ma quando entra in gioco una giovane che afferma di essere stata l'amante del padre, il quale le avrebbe lasciato parte dell'eredità secondo un testamento recentemente redatto, le figlie mettono da parte i loro dissapori.
- Altri interpreti: Karin Giegerich (Konstanze Ingwersen), Yvonne Johna (Miriam Reinauer), Madlen Kanuith (Sonja Sandmeyer), Tim Grobe (Hendrik Meffert)

## Pericoli virtuali
- Titolo originale: Getrennte Wege
- Diretto da:
- Scritto da:

### Trama
Uno psicologo, Gunnar Fuchs, minaccia di buttarsi giù dal tetto del palazzo dove vive. Sul posto accorrono Franzi e Hans e, in qualità di psicologo della polizia, anche Philip. Durante le lunghe trattative, diffuse in diretta web grazie ad alcuni giornalisti, Wolle nota che l'uomo in realtà sta parlando al telefono. All'arrivo del figlio di Fuchs, Hans riesce a trarre in salvo l'uomo ma il giovane scappa. Philip lo insegue ma viene gravemente ferito da un colpo di pistola indirizzato al ragazzo.
- Altri interpreti: Stephan Schad (Gunnar Fuchs), Jonas Minthe (Bastian Fuchs), Yasmina Filali (Liz Deveraux), Nova Meierhenrich (giornalista).

## Vecchia scuola
- Titolo originale: Alte Schule
- Diretto da:
- Scritto da:

### Trama
Philip è guarito ad ha accettato la proposta di matrimonio di Franzi. Intanto la poliziotta, insieme ad Hans, deve occuparsi, di un'insegnante che viene prima diffamata su internet, poi le viene distrutta la macchina. Le indagini si concentrano su una studentessa, Alina Schubert, che nutre un odio particolare verso la donna. Poi Franzi e la professoressa vengono prese in ostaggio proprio da Alina.
- Altri interpreti: Annette Kreft (Corinna Blume), Charleen Deetz (Alina Schubert), Mareile Blendl (Nadine Schubert), Christian Schmidt (Robert Littmann)

## Il killer dei gatti
- Titolo originale: Der Katzenkiller von Wandsbek
- Diretto da:
- Scritto da:

### Trama
Mentre Franzi è occupata con gli ultimi preparativi per il matrimonio, il distretto indaga su alcuni gatti uccisi tutti quanti nello stesso quartiere. Un corriere, Jan Sperling, fornisce a tal proposito un identikit, ma ben presto gli agenti si accorgono di essere stati presi in giro.
- Altri interpreti: Renate Becker (Rita Kuntze), Stephan Bürgi (Arno Bäumler), Sebastian Brandes (Jan Sperling), Stephanie Gossger

## Il matrimonio
- Titolo originale: Am Ende alles auf Anfang
- Diretto da:
- Scritto da:

### Trama
Tutto è pronto per il matrimonio di Franzi. Ma la notte prima qualcuno fa irruzione nell'atelier di abiti da sposa di Iustus Silberling e danneggia anche il vestito di Franzi. Se la poliziotta ha poco tempo per trovare un abito sostitutivo, dato che Emma ha colorato quello della madre rendendo anche quello inutilizzabile, i colleghi non ne hanno di più per trovare il vandalo.
- Altri interpreti: Ole Eisfeld (Justus Silberling), Roland Renner (Olaf von Bredorn), Norman Kalle (Christoph Florentin), Bettina Lamprecht (Natascha Dirks)